# 強迫
強迫（きょうはく）とは、民法上の用語、概念の一つ。暴行・監禁・害を加える旨の告知、又はこれらの行為の組合せによって人に恐怖を抱かせる事による意思表示の誘導や妨害。強迫によってなされた意思表示は瑕疵あるものとされる。刑法上の用語、概念である脅迫とは別の用語、概念であるが、事実上の行為態様においては両者は重なり合うことが多い。

## 民法96条
強迫による意思表示は、取り消すことができる（96条1項）。詐欺の場合と異なり善意の第三者にも対抗可能である（96条3項）。意思表示が代理による場合は、強迫の事実の有無は原則として代理人について決するものとされる（101条1項）。

## 民法747条
強迫によって婚姻をした者は、その婚姻の取消しを家庭裁判所に請求することができる（747条）。
　婚姻の取消しの効果や主張期間については748条を参照。なお、養子縁組（又は離縁）についても747条、748条が準用される（808条1項、812条）。

## 民法891条
推定相続人が遺言に関して強迫をおこなうと相続人の欠格事由に該当することがある。891条3号4号を参照。